# Экрамвиль
Экрамви́ль (фр. Écrammeville) — коммуна во Франции, находится в регионе Нижняя Нормандия. Департамент коммуны — Кальвадос. Входит в состав кантона Тревьер. Округ коммуны — Байё.
Код INSEE коммуны — 14235.

## Население
Население коммуны на 2010 год составляло 199 человек.
| 1962 | 1968 | 1975 | 1982 | 1990 | 1999 | 2010 |
| ---- | ---- | ---- | ---- | ---- | ---- | ---- |
| 220  | 209  | 160  | 161  | 160  | 165  | 199  |

## Экономика
В 2010 году среди 111 человек трудоспособного возраста (15—64 лет) 66 были экономически активными, 45 — неактивными (показатель активности — 59,5 %, в 1999 году было 69,5 %). Из 66 активных жителей работали 61 человек (31 мужчина и 30 женщин), безработных было 5 (3 мужчин и 2 женщины). Среди 45 неактивных 12 человек были учениками или студентами, 23 — пенсионерами, 10 были неактивными по другим причинам.